# Miguel Morayta
Miguel Morayta (Villahermosa (Spanje), 15 augustus 1907 – Mexico-Stad, 19 juni 2013) was een Spaans-Mexicaans filmregisseur en scenarioschrijver.
Morayta regisseerde 74 films tussen 1944 en 1978. Bij het uitbreken van de Spaanse Burgeroorlog vocht Morayta mee aan de kant van het Spaanse Republikeinse Leger. Na de overwinning van generaal Franco verliet hij Spanje voor Frankrijk en Afrika. Uiteindelijk belandde hij in 1941 in Mexico, waar hij zijn carrière startte. Hij overleed in Mexico op 105-jarige leeftijd.

## Beknopte filmografie
- El Mártir del Calvario (1952)
- Amor Se Dice Cantando (1959)
- La Bataille de San Sebastian (1968)